# Konditorei Ruszwurm

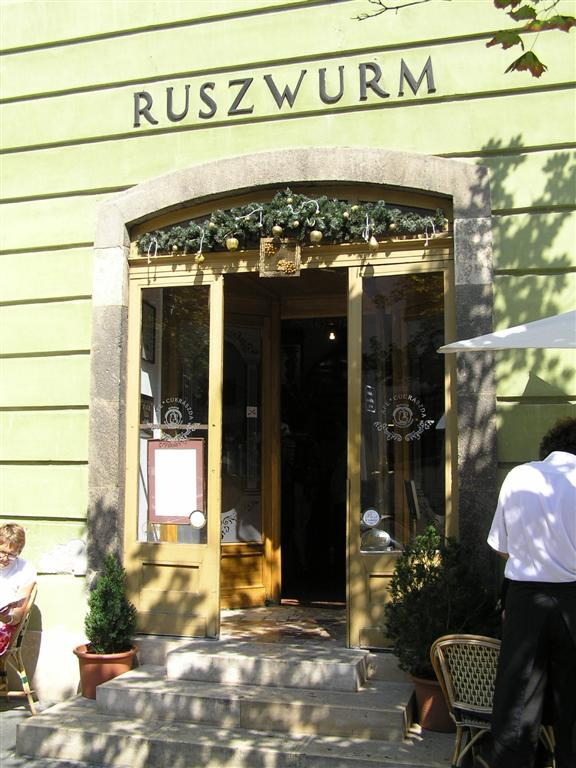
Konditorei Ruszwurm

Die Konditorei Ruszwurm (ungarisch Ruszwurm cukrászda) in der ungarischen Hauptstadt Budapest ist eines der kleineren Kaffeehäuser der Stadt, aber mit dem Charme der frühen 1820er Jahre. Es befindet sich in der Szentháromság utca 7 im Burgviertel und verwöhnt seine Gäste mit ausgesuchtem Kuchen und verschiedenen Patisserien. Die 150-jährige Einrichtung hat die Jahre heil überdauert. Zu Zeiten der Belagerungen Budapests 1849 und 1944 wurde nur das Gebäude beschädigt. Seit dem 6. August 2025 ist die Konditorei bis auf Weiteres geschlossen.

## Geschichte
1827 eröffnete der Konditor Ferenc Schwabl sein Geschäft, doch schon wenige Jahre später verstarb er. Lénárt Richter trat an seine Stelle. Der ehemalige Hofbäcker von József Nádor heiratete die Witwe Schwabls und wurde 1830 neuer Eigentümer der Konditorei Ruszwurm.
Richter ließ das noch heute vorhandene Interieur gestalten. Er beauftragte einen Tischlermeister aus Krisztinaváros und den Bildhauer Lőrinc Dunaiszky damit, die im Biedermeierstil gehaltene Inneneinrichtung zu entwerfen und herzustellen. Dass die Einrichtung bis heute erhalten blieb, liegt unter anderem daran, dass sie wie die Ausstattungsgegenstände als bedeutendstes Ensemble des Landes auf dem Konditoreisektor unter Denkmalschutz gestellt wurde. Von 1830 bis 1846 führte Lénárt Richter die Konditorei sehr erfolgreich, sogar über die Landesgrenzen hinweg.
1846 verstarb Richter. Seine Witwe und der Angestellte Antal Müller heirateten und führten in seinem Sinne die Konditorei fort. Antal Müller war ein ehrgeiziger, damals 48-jähriger Mann, welcher später den Namen Freiheitskämpfer der Konditoren bekam. Er war unter anderem nach der Kapitulation von Világos in Gefangenschaft geraten. In dieser Zeit lernte er Rudolf Müller kennen. Später wurde Müller Bürgermeister. Kaiser Franz Joseph beauftragte ihn 1856 die Dekoration des Prunkmahles der Krönungszeremonie zu liefern. So übergab seine Tochter Rosa Müller 1887 zur Krönungsfeier die Krönungstrommel und Zuckerblumen. Später führte Rosa Müllers Ehemann Vilmos Ruszwurm von 1884 bis 1922. Seitdem trägt die Konditorei ihren heutigen Namen.
1922 zog sich schließlich auch Vilmos Ruszwurm aus dem Geschäft zurück und übergab seinem Mitarbeiter Ferenc Tóth, der schon seit 1902 dort arbeitete, die Konditorei. Er konnte das Geschäftsniveau sogar noch etwas verbessern. Neuerungen Tóths waren unter anderem, dass er erstmals Frauen als Lehrlinge zuließ, Autos für die Auslieferung der Bestellungen nutzte und weitere Filialen im Budapester Stadtgebiet eröffnete: in der Mészáros utca 10, an der Ecke Hegyaljai und Budaörsi utca und gegenüber dem Lukács-Bad.
Nach dem Tod des 84-jährigen Ruszwurms im Jahr 1936 zog Tóths Tochter Ilona mit ihrer Familie in das Familienhaus zurück. Vilmos Sohn Rezsö Ruszwurm verkaufte seinen Erbteil, einen Teil des Hauses mit der Konditorei und den Namensrechten, an Ferenc Tóth.
Der Zweite Weltkrieg setzte der Konditorei schwer zu. 1945 schaffte man es, an den alten Glanz und das Erbe Ferenc Tóths anzuknüpfen. Im Zuge der Verstaatlichung vieler Betriebe in der Nachkriegszeit Ungarns wurde die Konditorei Ruszwurm am 20. Februar 1951 verstaatlicht. Das Gebäck wurde nur noch in der Roham utca hergestellt und in die Konditorei Ruszwurm geliefert. Der ehemalige Eigentümer Ferenc Tóth wurde durch das Regime als Ausbeuter abgestempelt.
Ferenc Tóth, der die Konditorei Ruszwurm über Jahre erfolgreich führte, nahm eine Hilfsarbeiterstelle an, die ihn allerdings nicht ausfüllte. Seinen Wurzeln im Konditorhandwerk folgend, stellte er bei sich zuhause Bonbons für seine Enkel her. Diese bot er seinen Kollegen an seinen neuen Arbeitsplatz an, was auch der Hauptbuchhalter des Unternehmens mitbekam. Dieser gab ihm den Tipp, sich bei der in der Lőportár utca neueröffneten Konditorei vorzustellen. Tóth ging dem nach und erhielt eine neue Anstellung. In den folgenden zehn Jahren entwarf er nebenberuflich Tortenschmuck, den er auf Ausstellungen mit Erfolg und Auszeichnungen präsentierte.
Einige Jahre nach der Verstaatlichung wurde die Konditorei Ruszwurm ganz geschlossen, nur das in der Tarnok utca neu eröffnete Eszpresso blieb erhalten. Der Betriebsleiter der Konditorei Vörösmarty wollte dieses erwerben. Die Konditorei Ruszwurm willigte dem Plan jedoch nicht ein und eröffnete am 20. August 1960 das ursprüngliche Geschäft wieder. Leiter war erneut der ehemaligen Besitzer Ferenc Tóth. Kurze Zeit später wurde dieser allerdings wieder unter fadenscheinigen Gründen entlassen. Tóth fand eine Anstellung beim Krisztina Konditoreiproduktionsbetrieb. Nach schwerer Zuckerkrankheit und einem verlorenen Bein musste er 1973 jedoch aufgeben, zwei Jahre später starb er.
1960 wurden die Konditoren vom Gastwirtschaftsunternehmen der Bezirke I.-XII. für die Konditorei Ruszwurm ausgesucht und bereitgestellt. Das Niveau konnte aber nicht wiederhergestellt werden. Ein paar Jahre später kam der Meister István Lukács ins Ruszwurm, der sein Handwerk im Café Gerbeaud erlernt und ausgeübt hatte. Dieser konnte die Konditorei Ruszwurm wieder an das Niveau des Ferenc Tóth heranführen.
Nach der politischen Wende und der friedlichen Revolution im Ostblock nach 1990 wurde das Ruszwurm privatisiert, es ging in den Besitz einer ausländischen Gesellschaft über. Später führte Mátyás Szamos (1946–2025), Firmengründer von Szamos Marzipan, die Konditorei fort, deren Eigentümer er seit 1994 war.
Nach einem über 15-jährigen Rechtsstreit zwischen dem Betreiber der Konditorei, der Ruszwurm Kft., und der Stadtverwaltung des I. Bezirks von Budapest über Nutzungsrechte und die Höhe der Mietzahlung hat diese die von der Konditorei genutzte Immobilie nach einem Gerichtsurteil 2025 zurückgefordert. Die Konditorei Ruszwurm ist daraufhin seit dem 6. August 2025 bis auf Weiteres geschlossen.